# Kamenec (Holasovice)
Kamenec (německy Steinplatz či Kamenz, polsky Kamieniec) je vesnice, část obce Holasovice v okrese Opava. Nachází se asi 4 km na jihozápad od Holasovic. V roce 2009 zde bylo evidováno 52 adres. V roce 2001 zde trvale žilo 154 obyvatel.
Kamenec je také název katastrálního území o rozloze 3,28 km2.